# Corades generosa
Corades generosa är en fjärilsart som beskrevs av Otto Thieme 1906. Corades generosa ingår i släktet Corades och familjen praktfjärilar. Inga underarter finns listade i Catalogue of Life.